# Jo Vonlanthen
Joseph Vonlanthen (Sankt Ursen, 31 mei 1942) is een Zwitsers autocoureur, die een keer startte in een Formule 1-race.
Voordat Vonlanthen in de Formule 1 terechtkwam had hij onder andere het Zwitsers Formule 3-kampioenschap gewonnen in 1972. Na een periode in de Formule 2, reed hij in 1975 voor Ensign in een niet voor het wereldkampioenschap meetellende Formule 1-race. Nog datzelfde jaar stapte hij over naar Williams, toen nog geen topteam. Na de Zwitserse Grand Prix waar hij veertiende werd, en die ook niet meetelde voor het wereldkampioenschap, maakte Vonlanthen zijn wereldkampioenschapsdebuut bij de Grand Prix van Oostenrijk. Eigenlijk had hij zich niet gekwalificeerd maar door een blessure van Wilson Fittipaldi kwam er een plek vrij. Hij viel uit met motorproblemen.
Hierna keerde Vonlanthen terug naar de Formule 2.
Tegenwoordig rijdt Vonlanthen regelmatig mee met demo's tijdens historische evenementen, meestal met een GRD 273, waarmee hij in 1973 reed in het Formule 2-kampioenschap.